# Jan Kasprowicz

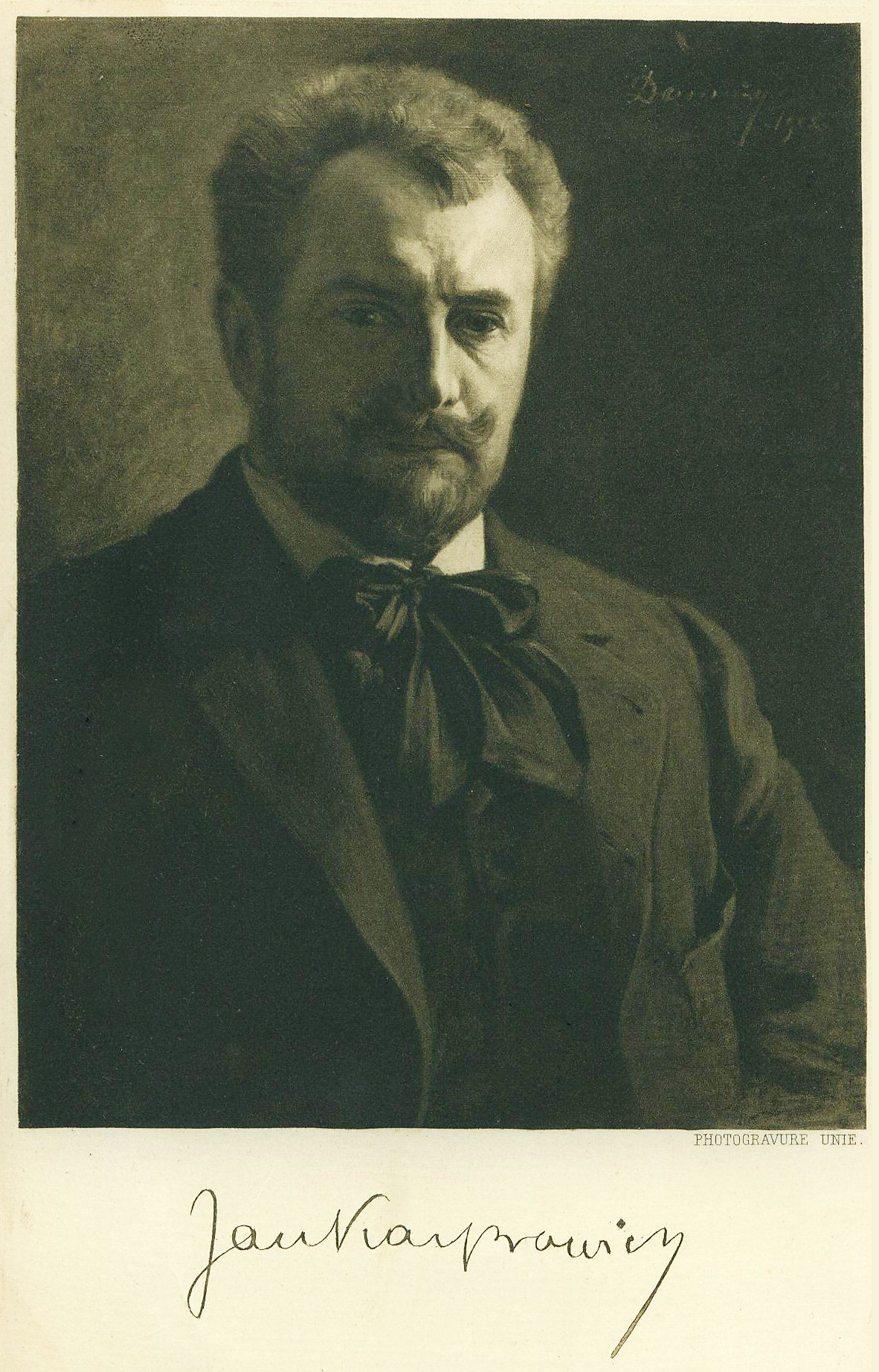
Jan Kasprowicz 1901 auf einem Ölgemälde des Malers Damazy Kotowski.

Jan Kasprowicz (* 12. Dezember 1860 in Szymborze bei Inowrazlaw, Königreich Preußen; † 1. August 1926 in Poronin bei Zakopane) war ein polnischer Schriftsteller, Dichter, literarischer Übersetzer und Hochschullehrer.

## Leben
Nach den Gymnasien in Ratibor und am Mariengymnasium in Posen studierte er in Leipzig und Breslau Philologie und Philosophie. Im Jahr 1885 veröffentlichte er seine ersten Gedichte, war als Journalist tätig, promovierte im Jahr 1904 und bekam im Jahr 1908 den Lehrstuhl für vergleichende Literaturgeschichte an der Universität Lemberg, derer Rektor er 1921–1922 wurde.
Kasprowicz gehörte zum Kreis der Dichter des Jungen Polens und schrieb formbetonte, ausdrucksstarke Gedichte. Er übersetzte Werke von Shakespeare, Byron, Goethe, Schiller u. a. ins Polnische.

## Werke (Auswahl)

### Gedichte
- 1887: Aus der Bauernhütte. (Z chałupy)
- 1889: Poesien. (Poezje)
- 1890: Christus, sozial-religiöser Poem. (Chrystus)
- 1891: Vom Dorfacker. (Z chłopskiego zagonu)
- 1894: Anima Lacrimans. (Anima lachrymans i inne nowe poezje)
- 1895: Liebe. (Miłość)
- 1898: Wider Rosenstrauch. (Krzak dzikiej róży w Ciemnych Smreczynach)
- 1901: Der untergehenden Welt. (Ginącemu światu)
- 1902: Salve Regina.
- 1908: Ballade von der Sonnenblume. (Ballada o słoneczniku)
- 1911: Augenblicke. (Chwile)
- 1916: Armenbuch. (Księga ubogich)
- 1921: Hymnen. (Hymny)

### Poetische Prosa
- 1906: Vom heldischen Pferd und vom einsturzenden Haus. (O bohaterskim koniu i walącym się domu)

### Dramen
- 1891: Die Welt endet !. (Świat się kończy !)
- 1914: Sita.
- 1920: Gemeiner und zuchtloser Markolf, Mysterium.(Marchołd gruby a sprośny, jego narodzin, życia i śmierci misterium tragikomischne)